# Малоя (округ)
Малоя (нем. Bezirk Maloja) — бывший округ в Швейцарии.
Существовал до 2015 года. Входил в кантон Граубюнден. 1 января 2016 года был заменён новым регионом Малоя.
Занимает площадь 973,61 км2. Население — 17 933 чел. Официальный код — 1827.

## Коммуны округа
| Район Брегалья (Бергелль) | Район Брегалья (Бергелль) | Район Брегалья (Бергелль) | Район Брегалья (Бергелль) | Район Брегалья (Бергелль) |
| Герб                      | Коммуна                   | Население (2005)          | Площадь км2               | Официальный код           |
| ------------------------- | ------------------------- | ------------------------- | ------------------------- | ------------------------- |
| Бондо                     | Бондо                     | 203                       | 28,28                     | 3771                      |
| Кастазенья                | Кастазенья                | 187                       | 6,78                      | 3773                      |
| Сольо                     | Сольо                     | 181                       | 67,57                     | 3774                      |
| Стампа                    | Стампа                    | 570                       | 94,82                     | 3775                      |
| Викосопрано               | Викосопрано               | 453                       | 54,00                     | 3776                      |

С 1 января 2010 года эти пять коммун объединены в единую новую коммуну Брегалья (Bregaglia).
| Район Верхний Энгадин (Оберэнгадин) | Район Верхний Энгадин (Оберэнгадин) | Район Верхний Энгадин (Оберэнгадин) | Район Верхний Энгадин (Оберэнгадин) | Район Верхний Энгадин (Оберэнгадин) |
| Герб                                | Коммуна                             | Население (2005)                    | Площадь км2                         | Официальный код                     |
| ----------------------------------- | ----------------------------------- | ----------------------------------- | ----------------------------------- | ----------------------------------- |
| Бевер                               | Бевер                               | 625                                 | 45,75                               | 3781                                |
| Челерина-Шчларинья                  | Челерина-Шчларинья                  | 1332                                | 24,02                               | 3782                                |
| Ла-Пунт-Чамуэшч                     | Ла-Пунт-Чамуэшч                     | 694                                 | 63,27                               | 3785                                |
| Мадулайн                            | Мадулайн                            | 177                                 | 16,28                               | 3783                                |
| Понтрезина                          | Понтрезина                          | 1911                                | 118,19                              | 3784                                |
| Санкт-Мориц                         | Санкт-Мориц                         | 5121                                | 28,69                               | 3787                                |
| Самедан                             | Самедан                             | 2854                                | 113,80                              | 3786                                |
| Шчанф                               | Шчанф                               | 651                                 | 138,03                              | 3788                                |
| Зильс-им-Энгадин                    | Зильс-им-Энгадин                    | 744                                 | 63,57                               | 3789                                |
| Сильваплана                         | Сильваплана                         | 967                                 | 44,77                               | 3790                                |
| Цуоц                                | Цуоц                                | 1263                                | 65,79                               | 3791                                |